# サミル・ウイカニ
サミル・ウイカニ（Samir Ujkani、1988年7月5日 - ）は、コソボ・ヴチトルン出身のコソボ代表元サッカー選手。ポジションはGK。

## 経歴
コソボ出身。6歳の時にベルギーに移住した。RSCアンデルレヒトの下部組織でプレーしていたが、2007年6月8日にUSチッタ・ディ・パレルモと5年契約を結び、イタリアに渡った。
加入1年目はプリマヴェーラで経験を積みし、加入2年目の2009年4月26日にACミラン戦でセリエAデビューを果たす。しかし、シーズンを通してこの1試合の出場にとどまり、翌シーズンはレガ・プロ・プリマ・ディヴィジオーネ（3部）のノヴァーラ・カルチョに期限付き移籍。レギュラーとしてチームの3部優勝ならびに2部昇格に貢献した。翌シーズンも引き続きレンタル移籍し、チームにとって55年ぶりとなるセリエA昇格に大きく貢献した。なお2011年1月31日にパブロ・ゴンサレスの移籍取引の一部としてノヴァーラとパレルモの共同保有になった。2011-12シーズンの前半戦はインテルナツィオナーレ・ミラノを破るなどセリエAでも通用することを示したが、チームは終始低迷して19位に終わり1年で2部降格。また、後半戦は怪我に苦しみベンチを温める試合も多くなってしまった。
2012年6月22日、4年ぶりにパレルモに復帰。背番号1とレギュラーポジションを与えられ期待されたが、クラブを納得させるには至らず、2013年1月30日、同ポジションのステファノ・ソレンティーノと入れ替わる形でACキエーヴォ・ヴェローナへレンタル移籍。しかしキエーヴォでは出場機会を得ることは出来ず、シーズン終了後にパレルモに復帰した。
2014-15シーズン限りで下部組織から所属したパレルモを退団。2015年7月19日、ジェノアCFCに加入した。しかしマッティア・ペリンの前に出場機会を得られず、2016年1月8日にセリエBのUSラティーナ・カルチョにローンで加入した。2016年7月11日、ACピサ1909にローン移籍した。
2017年7月14日、USクレモネーゼに移籍した。

## 代表歴
旧ユーゴ生まれでアルバニアにルーツを持ち、幼少期からベルギーで育ったためこの3国の代表資格を有していたがフル代表はアルバニアを選択し、2007年に国籍を取得。2008年10月3日にA代表初招集を受ける。代表デビュー戦は2009年6月10日の2010 FIFAワールドカップ・ヨーロッパ予選のジョージア戦。
2014年からは出身国のコソボ代表を選択し、3月5日のハイチ代表との親善試合に出場した。

## 所属クラブ
- USチッタ・ディ・パレルモ 2007-2015

→ ノヴァーラ・カルチョ 2009-2012 (loan)
→ ACキエーヴォ・ヴェローナ 2013 (loan)
- ジェノアCFC 2015-2017

→ USラティーナ・カルチョ 2016 (loan)
→ ACピサ1909 2016-2017 (loan)
- USクレモネーゼ 2017-2018
- チャイクル・リゼスポル 2018-2019
- トリノFC 2019-

## 個人成績
| シーズン | クラブ     | リーグ     | リーグ | リーグ |
| シーズン | クラブ     | リーグ     | 出場   | 得点   |
| -------- | ---------- | ---------- | ------ | ------ |
| 2007-08  | パレルモ   | セリエA    | 0      | 0      |
| 2008-09  | パレルモ   | セリエA    | 1      | 0      |
| 2009-10  | ノヴァーラ | レガ・プロ | 23     | 0      |
| 2010-11  | ノヴァーラ | セリエB    | 39     | 0      |
| 2011-12  | ノヴァーラ | セリエA    | 24     | 0      |
| 2012-13  | パレルモ   | セリエA    | 19     | 0      |
| 2012-13  | キエーヴォ | セリエA    | 0      | 0      |
| 通算     | 通算       | 通算       | 106    | 0      |

## タイトル
アンデルレヒト
- ベルギー・リーグ U-19 : 2006-07

 パレルモ
- カンピオナート・プリマヴェーラ : 2008-09